# Transdev Marne-la-Vallée
 (juin 2021).
Si vous disposez d'ouvrages ou d'articles de référence ou si vous connaissez des sites web de qualité traitant du thème abordé ici, merci de compléter l'article en donnant les références utiles à sa vérifiabilité et en les liant à la section « Notes et références ».
Transdev Marne-la-Vallée est un opérateur de lignes régulières d'autobus d'Île-de-France du réseau Île-de-France Mobilités, appartenant au groupe Transdev.
L'entreprise exploite, depuis le 1er janvier 2021, le réseau de bus de Marne-la-Vallée et le service de transport à la demande de Marne-la-Vallée.

## Histoire

### Transcet
Le service historique d'activité de transports de voyageurs du secteur dénommé les Cars de Lagny est exploité par l'entreprise Autocars de Marne-la-Vallée, créée en 1985 et basée sur la commune de Lagny-sur-Marne. C'est 1988 que l'entreprise exploitante est rachetée par la société Transcet, précurseur de Transdev.
Avec l'urbanisation du secteur est de la ville nouvelle de Marne-la-Vallée, la société connaît un nouvel essor. Le projet de création du complexe touristique Euro Disney, devenu Disneyland Paris, et le prolongement de la ligne A du RER d'Île-de-France conjointement à la création de liaisons de lignes à grande vitesse en gare de Marne-la-Vallée - Chessy, permet au réseau de fortement se développer.
Dès 1994, c'est au tour du "Syndicat de Transports des Secteurs 3 et 4 de Marne la Vallée et communes environnantes" de voir le jour, un syndicat Intercommunal à vocation unique destiné à prescrire localement l'organisation du réseau et de le financer en partie.

### Transdev AMV
L'entreprise Transcet devient Transdev en 1995, puis renomme sa filiale exploitante Transdev AMV, sigle reprenant le nom original des Autocars de Marne-la-Vallée. C'est cette même année qu'une première convention est signée entre Transdev AMV et le Syndicat Intercommunal de Transports.
Le lancement de l'image commerciale Pep's sur les autobus et les poteaux d'arrêts naît le 9 mars 1998. La même année, l'entreprise Europe Autocars desservant les communes situées au nord de la Marne, intègre la filiale Transdev AMV et le réseau Pep's. Durant plus de vingt ans, Transdev AMV a su développer le réseau Pep's, afin de devenir l'un des mieux structurés d'Île-de-France.
Néanmoins, dans un contexte d'ouverture à la concurrence du réseau d'autobus d'Île-de-France imposé par l'autorité organisatrice, Transdev AMV s'est vu transférer son exploitation dès le 1er janvier 2021. Transdev Marne-la-Vallée a récupéré les lignes du réseau urbain Pep's, tandis que Transdev Marne et Morin et Transdev Trans Val de France ont récupéré respectivement les lignes 18 et 19 du réseau Seine-et-Marne Express.

### Transdev Marne-la-Vallée
Le groupe Transdev créé sa filiale Transdev Marne-la-Vallée le 18 décembre 2019, dans l'objectif de substituer Transdev AMV en répondant à l'appel d'offre du lot n°10, lancé par Île-de-France Mobilités. Celui-ci concernant l'exploitation de 29 lignes de bus et un service de transport à la demande, au sein des territoires des agglomérations de Val d'Europe et de Marne et Gondoire.
Lors du conseil d'administration d'Île-de-France Mobilités datant du 2 juillet 2020, la présidence annonce que le groupe Transdev, via sa filiale Transdev Marne-la-Vallée, est pressenti concernant l'exploitation de ce réseau de bus à compter du 1er janvier 2021, et pour une durée définie de cinq ans. À la suite de cette décision, Transdev Marne-la-Vallée a récupéré l'exploitation des vingt-cinq lignes de l'historique réseau de bus Pep's, le service de transport à la demande Plus de Pep's et trois lignes du réseau de bus du Grand Morin.

## Exploitation
L'opérateur Transdev Marne-la-Vallée totalise l'exploitation des vingt-huit lignes du réseau de bus de Marne-la-Vallée et d'un service de transport à la demande, pour le compte d'Île-de-France Mobilités.

## Sites
Transdev Marne-la-Vallée détient deux centres de remisages des bus situés :
- 1 rue Saint Jacques, 77700 Bailly-Romainvilliers ;
- 21, rue Jacquard, 77400 Lagny-sur-Marne.

En 2001, un site secondaire du centre de Lagny-sur-Marne a vu le jour rue Ampère dans la même ville, à la suite de la deuxième convention signée entre le syndicat intercommunal et Transdev AMV.
Jusqu'au 1er janvier 2021, le siège de l'exploitant se trouvait dans les locaux du centre de Lagny-sur-Marne. Depuis la substitution de Transdev Marne-la-Vallée, ce dernier a été transféré dans les locaux du centre de Bailly-Romainvilliers.

## Identité visuelle

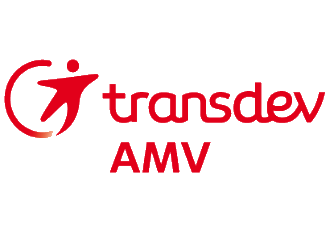
Logo de l'ancien exploitant Transdev AMV devenu Transdev Marne-la-Vallée.